# خوسيه ديل سولار
خوسيه ديل سولار (بالإسبانية: José Guillermo del Solar)‏ هو لاعب كرة قدم ومدرب كرة قدم بيروفي في مركز الوسط، ولد في 28 نوفمبر 1967 في ليما في بيرو. شارك مع منتخب بيرو لكرة القدم. أما مع النوادي، فقد لعب مع سيلتا فيغو وكيه في ميخيلين ونادي أونيفرسيداد كاتوليكا ونادي بشكتاش ونادي تينيريفي ونادي سالامانكا ونادي فالنسيا ونادي يونيفرسيتاريو.

## وصلات خارجية
- خوسيه ديل سولار على موقع الاتحاد الدولي (مؤرشف)  (الإنجليزية)
- خوسيه ديل سولار على موقع اتحاد تركيا (لاعب) (الإنجليزية)
- خوسيه ديل سولار على موقع قاعدة بيانات كرة القدم.إي يو (الإنجليزية)
- خوسيه ديل سولار على موقع ناشيونال فوتبول تيمز (الإنجليزية)